# 山名豊頼
山名 豊頼（やまな とよより）は、室町時代後期の武将。因幡守護。

## 経歴
因幡守護・山名豊時の次男として生まれる。生年は不明、永正8年（1511年）8月24日、船岡山合戦に兄・豊重と共に山名致豊名代として足利義材方に参戦したのが史料上の初見である。
推定永正10年（1513年）2月10日付『萩藩閥閲録』所収「山名豊頼書状」によれば山名誠豊の意向を備後国人・杉原氏に取り次いでいることから、山名致豊との強いつながりがあった兄・豊重と同様に但馬惣領家の強い影響下に置かれていたようである。
豊頼の守護就任について、豊頼が豊重を殺害して強奪したという説がある（豊重の記事を参照）。そのためか、守護就任直後から豊重の子・豊治による攻撃が相次いでいる。翌永正10年（1513年）3月29日には布施天馬口合戦、4月26日には布施正木口合戦と守護所である布勢天神山城周辺で合戦が相次いでおり、中枢部に攻め込まれる深刻な事態に発展していたことがわかっている。
そのため守護就任期間は最大で3年程という短期間で終わったとみられ、永正11年（1514年）5月15日、家臣の北川氏に国衙公用銭の内30貫文を給付したのが史料上の最後の姿である。豊頼の最期がどうなったのかは史料の乏しさから不明であるが、『伊勢貞助記』などには翌永正12年（1515年）10月16日、伊勢貞助が因幡守護・山名小次郎（豊治）の妹で将軍・足利義材の側室である阿茶局の懐妊を知ったとの記述があるため少なくとも永正12年の夏頃には守護の交代があったと思われる。
なお、史料上における豊頼の最後の活動が確認された1ヵ月後の6月18日には因幡八上郡にある古刹・大安興寺が戦火によって焼失している。このことから豊頼と豊治との間での抗争が因幡国内の広い範囲に拡大していることが分かる。